# 当代艺术博物馆 (蒙索罗城堡)
蒙索罗城堡-当代艺术博物馆（法語：Château de Montsoreau - Musée d'Art contemporain），地处卢瓦尔河谷，是一处对外开放的私人博物馆。 这一项目从2014年11月开始策划，于2016年4月8日立项。 博物馆主人菲利普·梅阿耶历史长达25年的藏品构成了博物馆的常展，它们不仅在蒙索罗城堡中展出，还经常出借给其他机构。此处有关于观念艺术家艺术与语言小组在世界上最大的展览。。这个艺术家小组在观念艺术的发明中扮演了重要的作用。 从2010年起，菲利普·梅阿耶的藏品出借给巴塞罗那当代艺术馆，这一租约让两个机构可以持续地合作。
博物馆的建筑属于联合国世界遗产。

## 历史

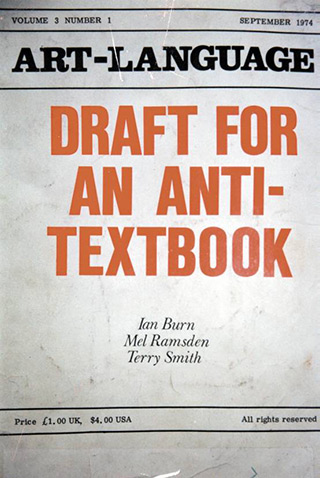
艺术与语言小组, 艺术-语言杂志 Vol. 3 Nr. 1，1974，现由菲利普·梅阿耶收藏。

2014年10月，菲利普·梅阿耶首次将他的藏品长期借出给巴塞罗那当代艺术馆，为了该馆所组织的艺术与语言团体的大型回顾展，题名《未完成的艺术与语言：菲利普·梅阿耶藏品》。 这个小组的艺术家成员（Michael Baldwin和Mel Ramsden）和多位学者的合作构建了他们作品的目录。
菲利普·梅阿耶在安茹地区已经度过了将近十五年，他和曼恩-卢瓦尔省省长克里斯蒂安·吉莱合作，尝试在安茹地区建立一座当代艺术博物馆，最后他们在省有财产蒙索羅城堡中实现了这一设想。在报社透露了这一计划后，当地引发了一场论战。 
昂热前市长、法国社会党领袖弗雷德里克·贝阿茨（Frédéric Béatse）抗议这一举动是“将省级的珍宝出售给外国私人买家”。
 两位民选市长，热拉尔·佩尔桑（Gérard Persin）和克里斯蒂安·吉莱针对这些反对意见迅速做了回应，前者说：“选择用城堡容纳一处国际性的当代艺术中心是此地的荣耀。”后者则把这一选择与当地发展联系起来：“菲利普·梅阿耶了解并且热爱蒙索罗城堡。他提出可以让城堡变成一个当代艺术中心，用于展示他那些已经名誉国际的藏品。我们认为这是一个非常有趣的挑战。”菲利普·梅阿耶也进一步阐释了他的打算：“在我们看来，公有财产和私有收藏之间的联合是一种非常创新的解决方式，这也和索米尔城市圈公共社区的发展策略相符。”
2015年6月19日，根据租约所定，吉莱把城堡钥匙交给了菲利普·梅阿耶。 后者致力于联合推动当代艺术和卢瓦尔河谷的旅游业发展。

## 修复工作
20世纪初的蒙索罗城堡处于严重损毁的状态。在曼恩-卢瓦尔省的主持下，修复工作顺利进行，如今城堡内还装有电梯，并加装了电力系统、紧急救援和防火系统。LED灯为展厅提供了良好的照明环境。原本漆有石灰粉的墙面剥落相对严重，修复过程中重新刷上了传统的混有椴树胶的石灰。这种在卢瓦尔河谷中通行的涂料能够让城堡内部保持较为稳定的湿度。
在翻修旧日的储物间时，泥瓦匠发现了一个1450年左右建成的壁炉。在法国建筑协会的技术支持下，人们翻修了这个壁炉和整座城堡，这次修复让蒙索罗城堡-当代艺术博物馆如今拥有大概2000平方米的展览面积。
2016年8月，蒙索罗城堡-当代艺术博物馆内部设立了关于艺术史、当代艺术和应用艺术的书店。在几个月的施工后，蒙索罗城堡的港口于2017年5月重启，使得游客能够乘船来到城堡。

## 建筑
一千年以来，蒙索罗城堡一直是安茹地区的门户。它也是卢瓦尔河谷城堡群中唯一一座当代艺术博物馆。查理七世的廷臣让·德·尚布在1443年至1453年间建造了目前我们所能看到的城堡。 此人与雅克·柯尔一起，把意大利式文艺复兴引入了法国。 这座城堡与威尼斯宫大致建成于同一时期。

## 收藏
博物馆的一楼和二楼的常展由菲利普·梅阿耶的收藏品构成， 它们全部属于艺术与语言小组的创造。 馆中还展有伦敦泰特美术馆和彭博基金会联合拍摄的短片。 艺术与语言小组创立于1968年，以他们创办的杂志《艺术-语言》给自己的小组冠名。 小组成员来自英国，美国和澳大利亚。 他们试图激烈拷问艺术家的地位、艺术作品甚至艺术传统本身， 这使他们成为二十世纪下半叶在艺术史上最激进的团体之一。这个小组也可以被视作概念艺术的起源。
从1965年至今，有超过50位艺术家加入艺术与语言小组或与该小组合作。 1977年，音乐组合Red Krayola的队长玛雅·汤普森与艺术与语言尝试在音乐上合作。菲利普·梅阿耶的展品中的艺术媒介展示了其多样性，有绘画、雕塑、素描、手稿、打印稿、装置艺术或是视频。加泰罗尼亚艺术家Carles Guerra评论道：“不仅艺术家的态度引人注目，菲利普·梅阿耶藏品的的收藏史也在从一种考古学的视角吸引人的注意。” 2010年起，菲利普·梅阿耶出借给巴塞罗那当代艺术馆约800件藏品，于2014年，该馆设置了特展《未完成的艺术与语言：菲利普·梅阿耶藏品》。

## 画廊

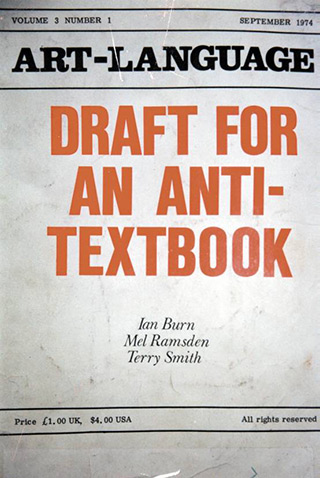
Art & Language: Art & Language: Art-Language, Vol.3 Nr.1, 1974.
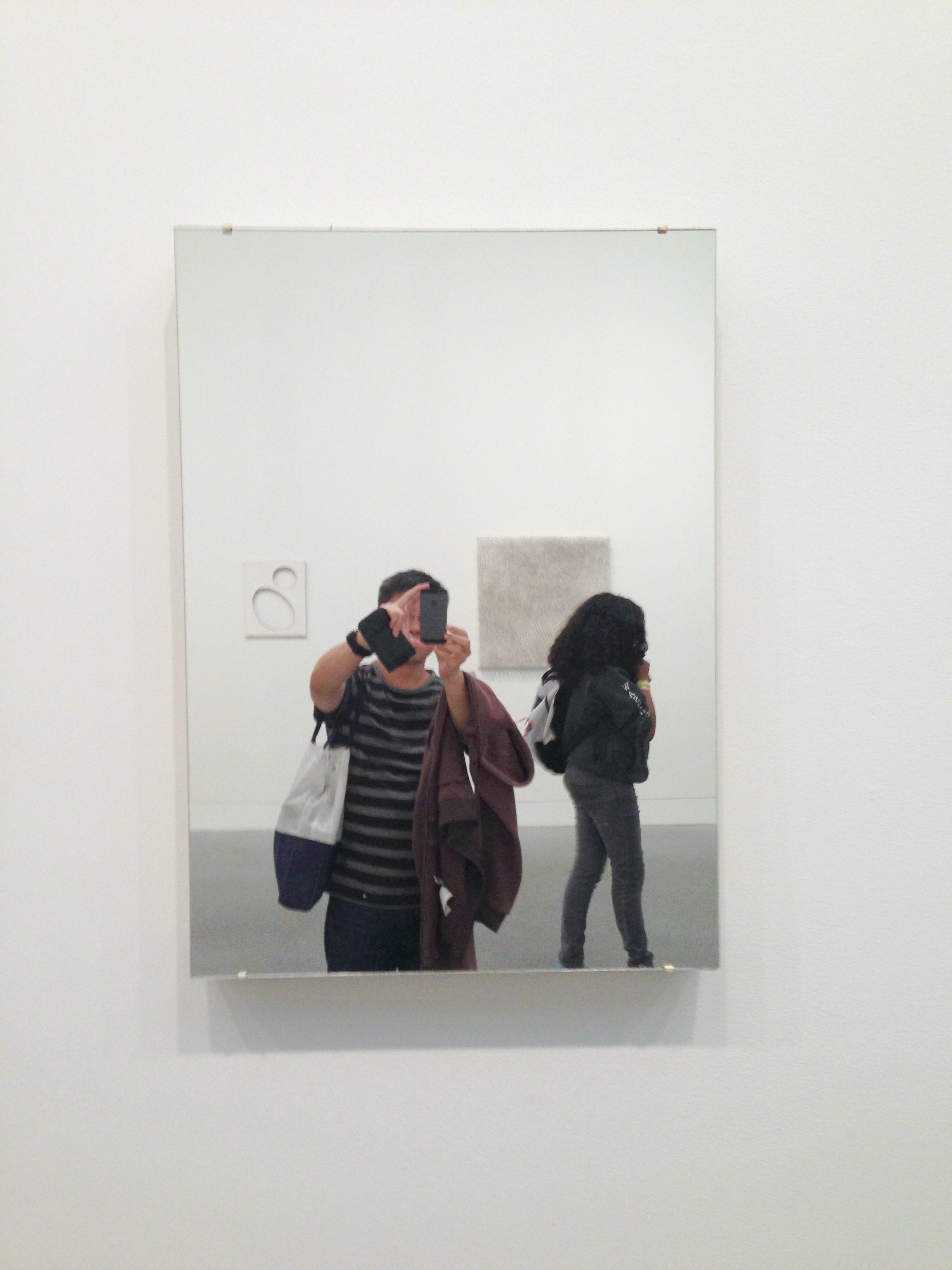
Art & Language: Mirror Piece, 1965.
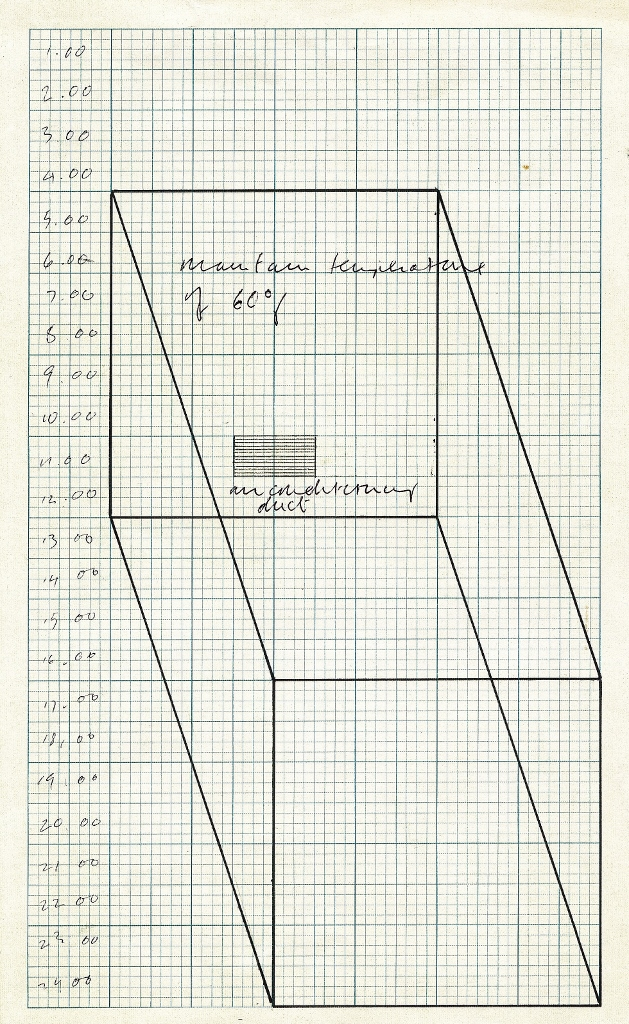
Art & Language (Michael Baldwin): Air-Conditioning Show, 1966-67.
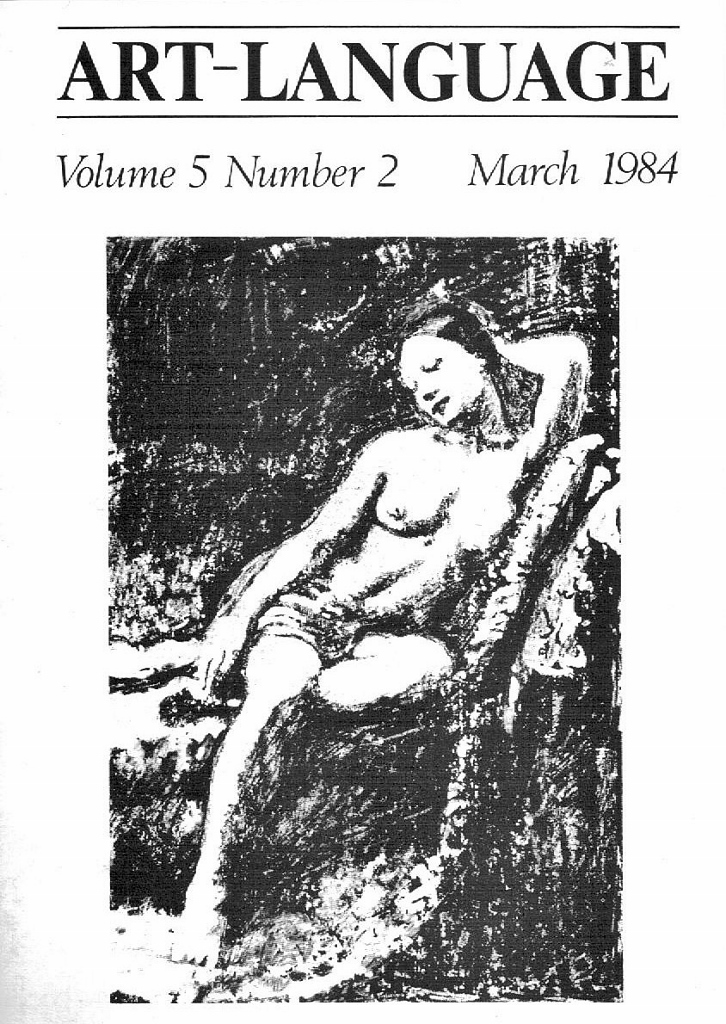
Art & Language: Victorine in Art-Language Vol.5 Nr.2 (1984), 1983.
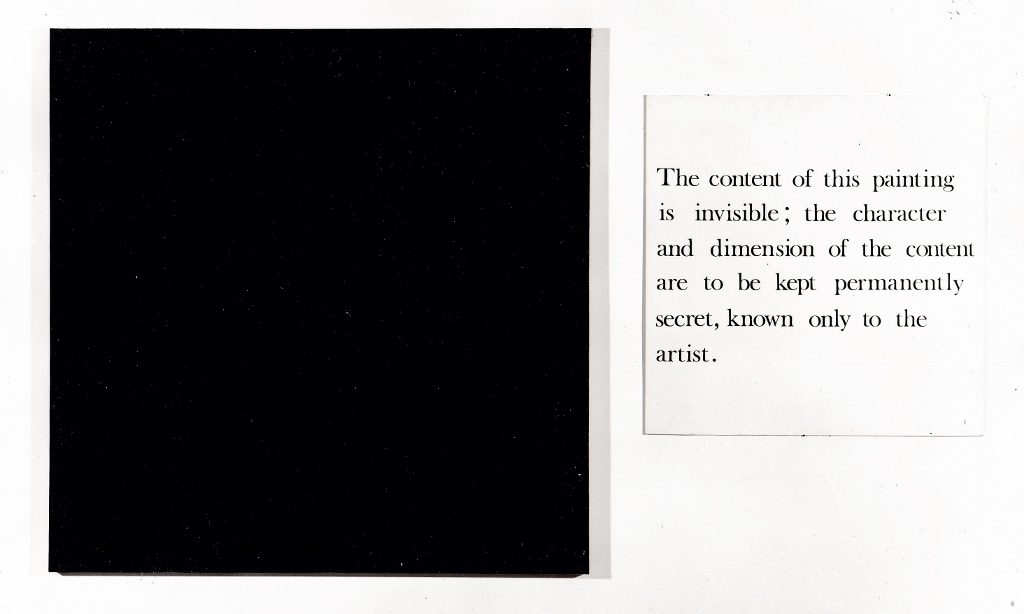
Art & Language (Mel Ramsden), Secret Painting, 1967.
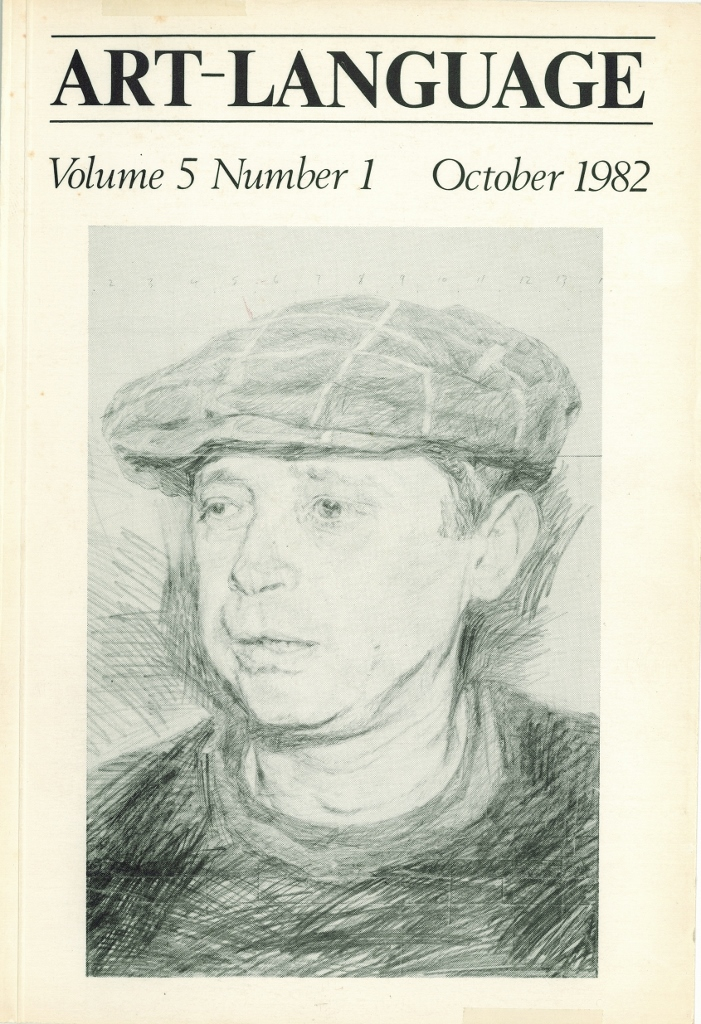
Art & Language: Art-Language Vol.5 Nr.1, 1982.
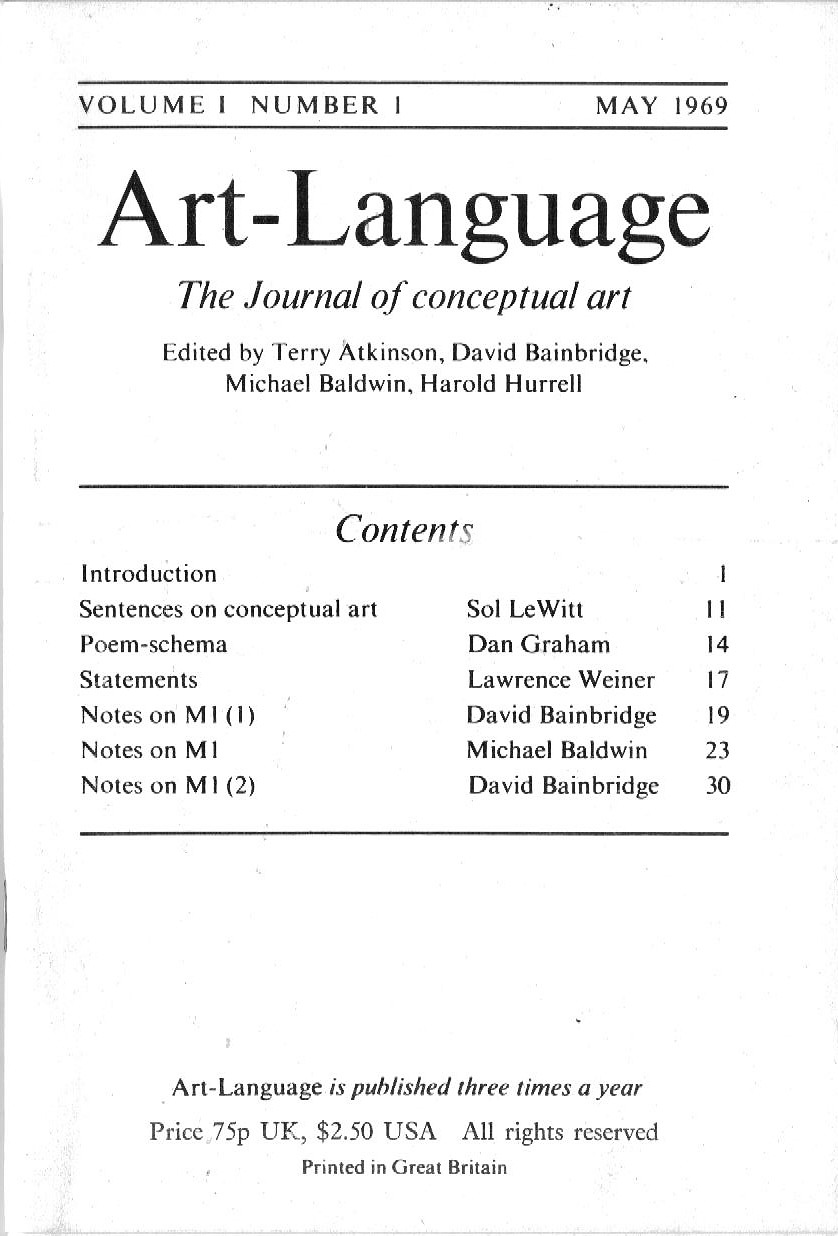
Art & Language: Art-Language The Journal of Conceptual Art, Vol.1 Nr.1, 1969.

## 外部連結
- 官方网站 （页面存档备份，存于） （中文）

1. ↑  . ouest-france.fr. 2016  [2019-08-22]. （原始内容存档于2019-03-22） （法语）.
2. ↑  Chernick, Karen. . Artsy. 2019-09-20  [2019-10-23]. （原始内容存档于2019-09-26） （英语）.
3. ↑  . thriveglobal.com.   [2019-10-23]. （原始内容存档于2019-10-23） （美国英语）.
4. ↑  . Hyperallergic. 2019-10-14  [2019-10-23]. （原始内容存档于2019-10-15） （美国英语）.
5. ↑  . （原始内容存档于2019-09-06）.
6. ↑  . ouest-france.fr.   [2019-08-22]. （原始内容存档于2019-03-27）.
7. ↑  . saumur-kiosque.com. 2015-06-19  [2019-08-22]. （原始内容存档于2017-08-03）.
8. ↑  . lemonde.fr. August 2016  [2019-08-22]. （原始内容存档于2017-08-03） （法语）.
9. ↑  . artnet.com. 2015  [2019-08-22]. （原始内容存档于2017-07-28）.
10. ↑  . connaissancedesarts.com. 2016  [2019-08-22]. （原始内容存档于2017-07-28） （法语）.
11. ↑  . AOC media - Analyse Opinion Critique. 2018-10-22  [2019-01-06]. （原始内容存档于2019-03-22） （法语）.
12. ↑  . Artinamericamagazine.com. 2011  [2019-08-22]. （原始内容存档于2019-03-27）.
13. ↑  . lavanguardia.com. 2014  [2019-08-22]. （原始内容存档于2019-03-27） （西班牙语）.
14. ↑  . ara.cat. 2011  [2019-08-22]. （原始内容存档于2017-08-02） （加泰罗尼亚语）.
15. ↑   (PDF). jeudepaume.org. 2016  [2019-08-22]. （原始内容 (PDF)存档于2017-02-11） （法语）.
16. ↑  . macba.cat. 2014  [2019-08-23]. （原始内容存档于2019-11-08）.
17. ↑  . courrierdelouest.fr. 2015-06-18  [2019-08-23]. （原始内容存档于2017-08-02） （法语）.
18. 1 2  ignis. . www.saumur-kiosque.com.   [2018-10-16]. （原始内容存档于2017-08-03）.
19. ↑  . Le Courrier de l'Ouest. 2015-06-18. （原始内容存档于2019-03-27）.
20. ↑  . angersmag.info. 2015-06-20  [2017-08-13]. （原始内容存档于2017-07-01） （法语）.
21. ↑  . ouest-france.fr.   [2019-08-22]. （原始内容存档于2019-03-27） （法语）.
22. ↑   (PDF). mpflimousin.free.fr. 2008-05-23  [2019-08-23]. （原始内容存档 (PDF)于2010-08-21）.
23. ↑  . saumur-kiosque.com. 2017  [2019-08-23]. （原始内容存档于2017-06-30）.
24. ↑  . geneanet.org. 2000  [2019-08-23]. （原始内容存档于2014-10-09）.
25. ↑  . valedeloire.org. 2000  [2019-08-23]. （原始内容存档于2017-07-28）.
26. ↑  . Atthalin. 2000  [2019-08-23]. （原始内容存档于2016-04-21）.
27. ↑  . artpress.com. 2016  [2019-08-23]. （原始内容存档于2017-08-03） （法语）.
28. ↑  . ELMUNDO.   [2017-08-13]. （原始内容存档于2017-08-02） （西班牙语）.
29. ↑  . tate.org.uk. 2014  [2019-08-23]. （原始内容存档于2017-08-03）.
30. ↑  . tate.org. 2008  [2019-08-23]. （原始内容存档于2017-09-23）.
31. ↑  . artgallery.nsw.gov.au. 2000  [2019-08-23]. （原始内容存档于2017-08-03）.
32. ↑  . centrepompidou.fr. 2007  [2019-08-23]. （原始内容存档于2017-08-03） （法语）.
33. ↑  . castillocorrales.fr. 2000  [2019-08-23]. （原始内容存档于2017-08-03）.
34. ↑  . mam-st-etienne.fr. 2000  [2019-08-23]. （原始内容存档于2017-07-31）.
35. ↑  . macba.cat. 2014  [2019-08-23]. （原始内容存档于2017-07-29）.